# ولینگتن (کنتاکی)
ولینگتن (به انگلیسی: Wellington) شهری در ایالت کنتاکی کشور ایالات متحده آمریکا است که جمعیت آن در سرشماری سال ۲۰۱۰ میلادی، ۵۶۵ نفر بوده‌است.